# William H. Goetzmann
William Harry Goetzmann (20 juillet 1930 – 7 septembre 2010) est un historien américain. Il remporte le prix Pulitzer d'histoire en 1967 pour son ouvrage, Exploration and Empire: The Explorer and the Scientist in the Winning of the American West (en). Spécialiste d'histoire de la philosophie américaine et de la conquête de l'Ouest, il exerce différentes fonctions dans la production télévisuelle et cinématographique, notamment pour PBS.

## Biographie
William H. Goetzmann est né à Washington le 20 juillet 1930, et grandit dans le Midwest américain, notamment à Saint-Paul, dans le Minnesota, où sa famille loue un appartement qui fut jadis occupé par John Dillinger. Il est rapidement attiré par l'histoire. Il fait ses études à l'université Yale où il obtient son doctorat.
Il enseigne à Yale de 1955 à 1964, s'intéressant à l'histoire de l'Ouest américain, dans la lignée de l'historien Howard R. Lamar. Il travaille ensuite à l'université du Texas à Austin pour y développer le programme d'American Studies. Ses premiers écrits concernent la diplomatie américaine et l'expansionnisme Américain ; en 1966, il publie chez Alfred A. Knopf Exploration and Empire: The Explorer and the Scientist in the Winning of the American West, et remporte le prix Parkman et le prix Pulitzer d'histoire,. Il se consacre pendant les cinq décennies suivantes à des ouvrages variés, traitant d'histoire intellectuelle, d'histoire culturelle, d'histoire de l'art, d'histoire des sciences et d'histoire de la philosophie. Il est le mentor de plusieurs historiens, comme Stephen J. Pyne, Jeffrey Meikle, Peter Bacon Hales ou encore Kay Sloan.
Il est élu membre de l'American Antiquarian Society en 1974.
Goetzmann meurt d'une insuffisance cardiaque à Austin, au Texas le 7 septembre 2010. Il avait deux fils et une fille, avec son épouse Mewes Goetzmann.

## Publications
- Army Exploration in the American West, 1803-1863. Yale University Press, 1959.
- When the Eagle Screamed: The Romantic Horizon in American Expansionism, 1800-1860. John Wiley, 1966.
- Exploration and Empire: The Explorer and the Scientist in the Winning of the American West. Alfred A. Knopf, 1966.
- American Hegelians: an Intellectual Episode in the History of Western America, ed. Alfred A. Knopf, 1973.
- The West as Romantic Horizon. Joslyn Art Museum and University of Nebraska Press, 1981.
- New Lands, New Men: America and the Second Great Age of Discovery. Viking Press, 1986.
- The West of the Imagination. Norton Press, 1986.
- Autobiographie de George Ballentine (Autobiography of an English Soldier in the United States Army) (1986), editeur
- The First Americans: Photographs From the Library of Congress. Starwood Publications, 1991.
- Autobiographie de Samuel Chamberlain (My Confession: Recollections of a Rogue) (1996), éditeur
- Beyond the Revolution: A History of American Thought From Paine to Pragmatism. Basic Books, 2009.